# Myopsaron nelsoni
Myopsaron nelsoni és una espècie de peix de la família dels creèdids i l'única del gènere Myopsaron.

## Etimologia
Myopsaron prové dels mots grecs mys (ratolí) i opsaron (peixet) en referència a l'extensió carnosa de forma globular que presenta a l'extrem de la mandíbula superior, la qual s'assembla al nas d'un ratolí. Nelsoni honora la figura de J. S. Nelson per les seues contribucions en l'estudi de la taxonomia i la sistemàtica dels creèdids.

## Descripció
El cos, semblant morfològicament al d'una anguila, fa 3,6 cm de llargària màxima. 14-16 radis tous a l'aleta dorsal i 16-18 a l'anal. Els radis de les aletes dorsal, anal, pectorals i pelvianes no són ramificats. 9 radis ramificats a la dorsal. El quart radi de les pectorals i el primer de les pelvianes són força allargats i filamentosos en els mascles. Origen de l'aleta anal per sota dels 1r-3r radis de l'aleta dorsal. Línia lateral dividida en dues parts i amb 3 (rarament 2 o 4) escates a la sèrie anterior i 33-35 amb porus a la posterior. 43-45 vèrtebres. Presenta una extensió carnosa globular a l'extrem de la mandíbula superior. Premaxil·la sense dents. 1-3 dents còniques força petites en el centre del dentari. Absència de dents al vòmer i els palatins. Canal mandibular no connectat amb el canal preopercular. Canal infraorbitari interromput per sota dels ulls. Tots dos narius (anterior i posterior) similars a porus. 3 epurals.

## Hàbitat i distribució geogràfica
És un peix marí, pelàgic-nerític (entre 51 i 99 m de fondària) i de clima subtropical, el qual viu al Pacífic nord-occidental: les illes Ogasawara (el Japó).

## Observacions
És inofensiu per als humans i el seu índex de vulnerabilitat és baix (10 de 100).